# Tandsnavelkolibrie
De tandsnavelkolibrie (Androdon aequatorialis) is een vogel uit de familie Trochilidae (kolibries).

## Verspreiding en leefgebied
Deze soort komt voor van oostelijk Panama tot noordwestelijk Ecuador.